# FM모닝쇼
FM모닝쇼는 MBC FM4U(수도권 FM 91.9MHz)에서 1988년 4월 1일부터 2003년 4월 13일까지 15년간 매일 아침 7시부터 9시까지 방송한 아침 정보 라디오 프로그램이다. MBC 본사에선 2003년 봄 개편으로 2003년 4월 14일부터는 이 시간에 "굿모닝FM"이 방송된다.

## 역대 DJ
- 1988년 4월 1일 ~ 1988년 8월 28일 : 나영옥, 김수정 前 아나운서
- 1988년 8월 29일 ~ 1988년 10월 23일 : 유인촌
- 1988년 10월 24일 ~ 1989년 4월 9일 : 손창민
- 1989년 4월 10일 ~ 1990년 3월 18일 : 김주승
- 1990년 3월 19일 ~ 1991년 4월 21일 : 권인하
- 1991년 4월 22일 ~ 1993년 3월 31일 : 길용우
- 1993년 4월 1일 ~ 1995년 4월 1일 : 김현주
- 1995년 4월 2일 ~ 1997년 3월 2일 : 황인용
- 1997년 4월 7일 ~ 2000년 10월 29일 : 신동호 前 아나운서
- 2000년 10월 30일 ~ 2001년 8월 19일 : 김현주
- 2001년 8월 20일 ~ 2003년 4월 13일 : 방현주 前 아나운서

## 지역별 자체 방송
- 7:00~9:00 자체방송

| 프로그램              | 방송지역                             | 방송국       | 진행자 | 주파수                                                              | 비고     |
| --------------------- | ------------------------------------ | ------------ | ------ | ------------------------------------------------------------------- | -------- |
| 이은하의 FM모닝쇼     | 대전광역시, 세종특별자치시, 충청남도 | 대전문화방송 | 이은하 | FM 97.5MHz                                                          | 평일한정 |
| 김차동의 FM모닝쇼     | 전라북도                             | 전주문화방송 | 김차동 | FM 99.1MHz                                                          |          |
| 김묘선의 FM모닝쇼     | 대구광역시, 경상북도 남부            | 대구문화방송 | 김묘선 | FM 95.3MHz                                                          |          |
| FM모닝쇼 정세원입니다 | 포항시, 경상북도 동해안              | 포항문화방송 | 정세원 | FM 97.9MHz (포항, 경주), FM 94.9MHz (영덕, 울진), FM 90.9MHz (울릉) |          |

## 수상 경력
- 1993년 MBC 방송대상 라디오 부문 여자 우수상 김현주